# Leptura ochraceofasciata chujoi
Leptura ochraceofasciata chujoi es una subespecie de escarabajo longicornio del género Leptura, categorizada en la tribu Lepturini, de la subfamilia Lepturinae. Fue descrita por Hayashi en 1961.

## Descripción
Mide 12-17 mm de longitud.

## Distribución
Se distribuye por Japón.